# Контрольний аркуш
Контрольний аркуш (чек-лист) — це структурований перелік можливих ризиків, що можуть виникнути під час планування/виконання конкретної діяльності або досягнення певної цілі. Суть полягає в тому, щоб створити список елементів на основі отриманого досвіду, які потрібно перевірити та врахувати. Це потрібно зробити, щоб впевнитися, що ми нічого не забули і виявити потенційні релевантні ризики, які можуть вплинути на цілі й завчасно запобігти їх настанню.Контроль якості